# Gaspard-Gustave Coriolis
Gaspard-Gustave Coriolis, född den 21 maj 1792 i Paris, död där den 19 september 1843, var en fransk ingenjör, fysiker och matematiker. Han var son till Jean Baptiste Elzéar Coriolis och Marie-Sophie de Maillet. 
Vid 18 års ålder blev Coriolis intagen på det prestigefyllda École Polytechnique. Han blev lärare där 1815 och professor i mekanik 1829. Första hälften av 1800-talet var tiden för den  industriella revolutionen och Coriolis kom, liksom många andra, att intressera sig för maskiner och dessas konstruktion. 1829 formulerade han de moderna definitionerna på mekaniskt arbete och rörelseenergi. 
Rektorn för École Polytechnique spelade och var mycket intresserad av biljard. Han ville få bättre kunskap om hur spelets kulor rullar och studsar, för att  kunna bli en skickligare spelare och gav därför Coriolis i uppdrag att undersöka dessa företeelser. Denne publicerade 1832 en avhandling om Den matematiska teorin för biljardspelet. Corolis fortsatte att intressera sig för roterande system och nu särskilt på maskiner. Hans undersökningar ledde till att han 1835 kunde ge en fullständig teoretisk beskrivning av det fenomen, som senare kom att kallas Corioliseffekten.
Från 1838 var han studierektor vid École polytechnique i Paris.
Corolis hade svag hälsa och avled vid femtioett års ålder. Han har hedrats med, att en krater på månen uppkallats efter honom. Hans namn tillhör de 72 som är ingraverade på Eiffeltornet.